# 臧璐
臧璐，男，青年社会活动家、社会学者、公共外交与战略传播学者。现东方妙喜基金会董事兼执行主席、香港大学高级访问学者、ChungHwa Elites Foundation董事与家族办公室(Family Office)董事。

## 社会身份
臧璐先生是一位社会活动家，曾在多個与多边部門進行工作，现常驻香港与新加坡，主要为家族基金会、政府相关部门、大学、跨国公司提供战略顾问服务。
他先後任職海内外政府相關部門、外交机构与基金会，並擁有多年政府工作與管理經驗，熟悉中國政府關係；他擁有國際化外交慈善視野，曾管理國際慈善基金會：如國際熱帶雨林研究調查委員會、國際理想協會(IDEA)、扶輪社(ROTARY)、李連傑壹基金；他擁有跨國企業、上市公司管理經驗，如BMW基金會、ASIA POWER、賓士等。
通过海内外与中国内地政府相关部门及领导、基金会、非政府组织、非营利组织、利益相关方及第三方合作，寻求恰当的合作方式，運用金融工具，积极推动社会责任融入到所属领域的各项业务中，促进全球民间外交在亚太地区的发展。先后成为中国国内多个城市的发展顾问（2008---2014分别在海南、山东、陕西、四川、云南、西藏等地市），并被海南省、四川省青年志愿者协会聘请为理事、副秘书长。

## 教育背景
獲得圣约翰学院名誉博士学位并拥有中国西安交通大学MBA碩士學位並且是中国西安能源學院客座教授，他是新加坡、香港大学、聖約翰學院等国际知名高等学府的高级訪問學者。

## 研究领域
公共/民间外交、公民社会、社会运动、企业社会责任、政治传播、非政府组织管理和多方双边对话、慈善资本主义。

## 作品统计
- 一灾难管理中志愿者组织中的角色博弈，《中国发展简报》 。
- 二「5.12 汶川大地震」戏剧治疗在灾后重建中的作用，《亞洲戲劇教育學刊》。
- 三中、日抗震救灾制度博弈中的战略传播，亚洲社会发展大会主题演讲。
- 四慈善捐赠—政客与商人们的卒子，《远山》杂志。
- 五鲨鱼保护中的问题与反思，亚洲动物大会主题演讲。
- 六慈善资本主义化中国的发展，博鳌亚洲志愿者论坛主题发言。
- 七当代青年的社会责任，香港青年圆桌论坛主题发言。
- 八《从博弈中看中日抗震救灾制度的战略传播》，中日智库高峰论坛
- 九《社会运动的发展与国家安全战略》，亚太地区第350次安全会议
- 十《國際視野下的環保生态卫生旱厕發展》,世界廁所峰會
- 十一《中国环境外交中的战略传播》，联合国环境亚太组织201209会议。

## 国际声誉
臧璐系全球动物保护最高奖项——“安德鲁奖”、亚洲创新社会服务人才奖、中国可可西里环境保护奖、抗震救灾模范、亚洲企业社会责任贡献奖、新加坡突出贡献人才、香港杰出英才计划等荣誉获得者。
在政府、基金會、跨國公司工作的經歷讓臧璐對人生、社會有了更深層的認識，培養了他的管理才能、外交風範、職業化理念以及國際化的視野從而賦予他更強烈的社會責任感。他未來會在促進中國與世界各國之間的民間外交、政府/企業投戰略發展及可持續發展的合作上做出自己的努力。

## 外部連結
- 80后获“安德鲁奖”(图) [永久]
- 中华儿女  （页面存档备份，存于）
- 中国数据库  （页面存档备份，存于）
- 亚洲动物基金  （页面存档备份，存于）